# Krystyna Kamieńska-Trela
Krystyna Kamieńska-Trela (ur. 19 grudnia 1938 w Brzostowicy, zm. 11 lutego 2015) – polska chemiczka.

## Życiorys
Pracę magisterską napisała na Wydziale Chemicznym Politechniki Warszawskiej, w ramach Zakładu Chemii Organicznej, kierowanego przez Wandę Polaczkową. Została stypendystką w dziedzinie chemii Fundacji im. Alexandra von Humboldta na Uniwersytecie w Getyndze w 1976. Uzyskała tytuł profesora zwyczajnego. Była pracownikiem naukowym Instytutu Chemii Organicznej PAN.
Zaangażowała się w niezależne badania odnośnie do ekspertyz dotyczących katastrofy polskiego Tu-154 w Smoleńsku z 10 kwietnia 2010 (wraz z nią prof. Sławomir Szymański) wydając opinię.
Miała córkę. Zmarła 11 lutego 2015. Została pochowana na cmentarzu w Grabowie.

## Publikacje
- Badania widm oscylacyjnych niektórych a, b-nienasyconych związków karbonylowych (1967)[10]
- "1J(13C,1H) couplings to the Individual Protons in a Methyl Group. Evidence of the Methyl Protons" Engagement in Hydrogen Bonds" Angew (Chemie. Int. Ed. in English 44, 1230/2005, współautorka)[11]
- Nuclear Magnetic Resonance, Volume 43 (2014, wspóredaktorka)[12]

## Odznaczenia
- Krzyż Kawalerski Orderu Odrodzenia Polski (2004, „za wybitne zasługi dla nauki polskiej, za działalność organizacyjną”)[13]